# La casa de l'esperança
La casa de l'esperança (originalment en anglès, The Zookeeper's Wife) és una pel·lícula de drama bèl·lic del 2017 dirigida per Niki Caro, escrita per Angela Workman i basada en el llibre homònim de no-ficció de Diane Ackerman. La pel·lícula explica la història real de com Jan i Antonina Żabiński van rescatar centenars de jueus polonesos dels alemanys amagant-los al zoològic de Varsòvia durant la Segona Guerra Mundial. És protagonitzada per Jessica Chastain, Johan Heldenbergh, Daniel Brühl i Michael McElhatton. S'ha doblat al català oriental; també s'ha editat el doblatge en valencià per a À Punt.
La pel·lícula es va estrenar mundialment el 8 de març de 2017 a Varsòvia, lloc de la història, seguida de la seva projecció al Festival de Cinema Cinequest de San José (Califòrnia) el 12 de març de 2017. La cinta es va estrenar als Estats Units el 31 de març de 2017, amb la distribució Focus Features i al Regne Unit el 21 d'abril de 2017 amb Universal Pictures International. Va rebre comentaris diversos de la crítica, però una resposta positiva del públic i va recaptar 26 milions de dòlars a tot el món.

## Sinopsi
Varsòvia. La Segona Guerra Mundial està a punt de començar. Jan i Antonina Żabiński són els encarregats del zoo de la ciutat, una illa de pau i verdor. Amb el seu fill Rys, els Żabiński són una família feliç que es dedica en cos i ànima a cuidar els animals. Però l'arribada dels nazis a Polònia capgira del tot el funcionament del zoo i l'estabilitat de la família. Comença aleshores una perillosa missió, ja que el matrimoni decideix col·laborar amb la resistència clandestina polonesa per rescatar centenars de jueus i amagar-los al zoo. Sota l'atenta mirada de Lutz Heck, el zoòleg en cap de Hitler i nou director del zoològic, el matrimoni arriscarà la vida per salvar els seus compatriotes jueus. Basada en una història real.

## Repartiment
- Jessica Chastain com a Antonina Żabińska
- Johan Heldenbergh com a Jan Żabiński
- Daniel Brühl com a Lutz Heck
- Michael McElhatton com a Jerzyk
- Iddo Goldberg com a Maurycy Fraenkel
- Efrat Dor com a Magda Gross
- Shira Haas com a Urszula
- Val Maloku com a Ryszard Żabiński
- Timothy Radford com a Ryszard Żabiński de jove
- Martha Issová com a Regina Kenigswein
- Goran Kostić com al Sr. Kinszerbaum
- Arnošt Goldflam com a Janusz Korczak